# Jan Grauls (diplomate)
Pour les articles homonymes, voir Jan Grauls.
Le baron Jan Grauls, né le 12 février 1948 à Louvain, est un diplomate belge. 
Après une carrière de quarante ans comme diplomate, il est actuellement conseiller chez EY (connu antérieurement sous le nom Ernst & Young).

## Biographie
Après des humanités chez les Jésuites au Sint-Jan Berchmans college de Bruxelles, Jan Grauls a étudié le droit à l'Université d'Anvers et à l'Université catholique de Louvain. Son père, Jan Grauls, fut chef de cabinet de plusieurs premiers ministres dont Gaston Eyskens et Leo Tindemans.
Il rejoint EY comme conseiller le 1er avril 2013. Avant de rejoindre EY, il a été pendant plus de quarante ans au service de la diplomatie belge. De 2008 à 2013, il a été ambassadeur-représentant permanent de la Belgique auprès de l'Organisation des Nations unies à New York. En cette capacité, il a représenté la Belgique au Conseil de Sécurité des Nations unies (il a assumé la présidence du Conseil de sécurité en août 2008). Il a également été vice-président de l’Assemblée générale des Nations unies et du Conseil économique et social des Nations unies (Ecosoc). Lors de son séjour à New York, il a exercé le premier mandat de président de la Commission de consolidation de la paix des Nations unies pour la République centrafricaine.
Avant d’être nommé à New York, Jan Grauls a dirigé le département des Affaires étrangères, du Commerce extérieur et de la Coopération au Développement de 2002 à 2008 en tant que Secrétaire Général. Avant d’occuper cette fonction, il a été Directeur de Cabinet du Ministre des Affaires étrangères et Directeur Général pour les Affaires Bilatérales et Économiques du département.
De 1994 à 1997, il a été Chef de Cabinet-Adjoint et Conseiller Diplomatique de SM le Roi. Il a été en poste à Bonn, Tunis, Londres, Washington D. C. et à la Représentation permanente de la Belgique auprès de l’Union européenne.
Il est membre du Conseil d’Administration de la Fondation Francqui, du Festival International des Arts Europalia, de la Conférence Belgo-Britannique et de l’asbl Quartier des Arts (Bruxelles).
Il fut également célèbre dans la fameuse saga du refus du renouvellement des passeports des deux fils du célèbre sinologue Simon Leys en 2007, passeports qui furent finalement octroyés par décision de justice six ans après.

## Vie privée
Jan Grauls est marié à Maria Gordts. Ils ont quatre enfants, aujourd’hui adultes, trois filles et un fils.